# Chiesa di Santa Maria di Piazza (Serrapetrona)
Santa Maria di Piazza è una chiesa cattolica in stile barocco barocco che sorge in Piazza Santa Maria nel comune di Serrapetrona, in provincia di Macerata, nelle Marche.

## Storia
La chiesa venne costruita, inizialmente, attorno al XIII - XIV secolo, nella parte più bassa della piazza a sinistra della fontana di Santa Maria, col nome di in rotis della Valle.
Dopo una visita apostolica del 1572, si ha notizia che la chiesa non era un buono stato. 
La chiesa in stile romanico, come la vediamo oggi, venne ricostruita nel 1775. La facciata in mattoni presenta pilastri toscani a due piani. L'interno è caratterizzato da una sobrietà neoclassica. Il presbiterio conserva una grande tela raffigurante l'Assunzione della Vergine con santi, angeli e Padre Eterno, attribuita ad Angelo Antonio Bittarelli. Ospita anche dipinti di Domenico Luigi Valeri.